# 魔法戰騎浪漫譚
《魔法戰騎浪漫譚》是台灣春天出版社旗下之天使出版社出版的輕小說。作者為天罪，插圖繪師為夜風；並有由Salah.D執筆的外傳漫畫。
本篇十集完結，且有約翰外傳上下兩冊，此外作者及繪師兩人亦於同人誌即售會上共同出版外傳小說黑之機關浪漫譚、電腦空間浪漫譚。

## 故事簡介
世界知名財閥神方集團所投資建設的伊甸市內，英雄與怪物交戰的戲碼正化為現實，活生生上演於眾人眼前。當巨大怪人破壞伊甸市的和平寧靜時，代表愛與勇氣的魔法少年「戰慄之黑」黑詠便會現身，以令人嘆為觀止的槍術擊倒敵人，拯救市民免於
怪人襲擊之苦。因魔法少年的出現，伊甸市內外皆掀起一股魔法少年狂熱風潮，世界的焦點全落在這座英雄奔馳的城市！
一個平凡的十六歲高中生柳仙斗，為了打工賺錢排遣無趣生活，參加神方集團子公司「東方賢者」的招募活動。沒想到這個決定，卻改變了他的價值觀，也改變了他的人生‥‥‥

## 登場角色

### 主角
柳仙斗
性別是男性，暱稱小仙，就讀於伊甸市樹文高中的學生，父母分處國外，因此目前是獨居狀態。課業平平，對人冷淡、自身慾望淡薄，被上司倫博士稱為「吐槽系少年」。在東方賢者公司的招募活動中被挑選成為測試人員，實際上是象徵夢想與希望的魔法少女「破滅之紅」紅歌的真身。具備極優秀的戰鬥天賦（看過一次使用說明書，即會使用『神夢操劍術』，以及在有意或是無意中，能在戰鬥中收集周圍的資訊加以利用，讓自己的戰鬥力在戰鬥中提升），似乎擁有令「裡側世界」之人注目的力量。最後用「道」換取了一次成為Atziluth的機會，打倒黑之機關女王後回復成普通人。和韓璃妃為友達以上，戀人未滿的關係。
擁有「死之道」，因此魏刀魅對他特別感興趣；後選擇保留在物質界狀態使死之道封印。

### 技能

#### 震撼靈魂的約翰
```
說出約翰的故事,影響周遭人類。
 第一卷：匠人約翰
 第二卷：禿頭約翰
 第三卷：高中約翰
 第四卷：戀童約翰
 第五卷：轉蛋約翰~
意義
：那就是，背負著孤獨，不斷探索人生的男子的故事。
 第六卷：
 第七卷：管家約翰(默認為約翰.瓦爾修茲)
 第八卷：漫畫家約翰
 第九卷：失戀的天才約翰~
意義
：與其討論喜歡的女孩子類型，不如把這份時間用來讓自己變成女孩子喜歡的類型，這樣才不會犯下跟約翰一樣的錯誤。
```

韓璃妃
性別是女性，暱稱小妃，就讀於伊甸市樹文高中的學生，母親早逝，父親經常於海外行商，大多數時候都是獨自居住。外表高挑秀麗，課業優秀，性情溫和卻予人軟弱膽怯的感覺，擅長作菜，經常因自己的身高異於一般女生而感到自卑。表面和柳仙斗同為東方賢者公司的測試人員，實際上卻是代表愛與勇氣的魔法少年「戰慄之黑」黑詠的真身。最後用「鑰匙」換取一次成為Atziluth的機會，打倒黑之機關女王後回復成普通人，和柳仙斗為友達以上，戀人未滿的關係。
伊芙
雛型為神方集團軍火部門為對付裡側而秘密開發的特殊戰鬥對應用機動傀儡，外表做成金髮藍眼、猶如洋娃娃的小女孩，目的在於降低敵人警戒心以趁其不備。被空想力理論建構者之一的馬歇爾博士改造為泛用型空想武裝DW-03「混沌狂想」，變身後為空想英雄魔法師「恐懼之綠」綠音。興趣是打電玩和觀賞魔法戰騎卡通，經常自稱女王，製作者的惡趣味體現在應是「先生」的敬稱用詞被設為「賤民」、對倫博士稱呼為「笨蛋博士」以及「白癡」。雙手是線控金剛飛拳。其實為生化電腦，於第十集救出柳仙斗和韓璃妃而嚴重損毀，白韻的雙胞胎姐姐。
約翰
本書的裡主角，為了貫徹一己之道默默燃燒的真.男子漢。最後一集時外篇中不死的約翰以教廷調查員的身分前來伊甸市。

### 神方集團
為跨足多領域的世界最大企業複合體之一，其財勢連國家也自嘆弗如，內部甚至擁有軍火產業及私人武裝集團。決策群的影響力小至企業的興衰，大至世界的和平，與「圓桌神諭」有著密不可分的關係。為了實行「空想伊甸計畫」，將原本是一個名不見經傳的鄉村建設成高科技都市－伊甸市，暗中主導都市行政與經濟，投入據說是連集團成員都感到恐懼的龐大資金。

#### 東方賢者公司
楚倫
三十三歲，東方賢者公司的總經理，也是神方集團「空想伊甸計畫」負責人，拿到三個博士學位(心理、企業管理、物理)、精通六國語言的天才，為建構出空想力理論的其中一人。一般稱呼「倫博士」，被柳仙斗稱作「脫線中年」，經常做出令人無奈的搞笑行為，熱中設計紅歌的新服裝及觀賞魔法戰騎卡通。但在其無俚頭的行為模式下，卻隱藏著極端冷酷算計的一面，與神方集團背後的裡側勢力「圓桌神諭」有著互不信任的合作關係。小時候寫在作文上的夢想是「開發兩足步行兵器」，據說成為商人和攻讀物理學也是為了完成夢想。
DW-01「森羅萬象」的製造者。
江小姐
楚倫的秘書，在空想伊甸計畫中擔任輔助角色。於海外學成歸國後便進入神方集團，在計劃基層人員的心目中是「以知性著稱的冰山美人」。經常在倫博士做出脫線舉動時給予華麗的摔角技攻擊（曾經被稱為「大邪鬼」為全美業餘摔角聯賽反派團體「血腥黑百合」的主將，七十六戰七十二勝四平手零敗），也是幫倫博士收拾麻煩的善後者。不擅煮飯，卻能用泡麵做出眾多不同型態的料理（如泡麵丸子），讓人難以評斷其手藝的好壞。
喬治·羅夏德
DW-02「開天闢地」的製造者。據倫博士和馬歇爾所言是過勞死（冠狀動脈粥樣硬化心臟病），是和平主義者。
葛瑞絲·馬歇爾
DW-03「混沌狂想」的製造者，是個金髮外國美女，在隱瞞楚倫的情況下與神方集團背後的裡側勢力「圓桌神諭」有著合作關係。

### 樹文高中
胡木
柳仙斗的同班同學，向來戴著眼鏡，被稱為電腦社的主力戰將，頗負才智卻寧願將其用於興趣而非課業，因此是補考常客。和田谷一起自稱是柳仙斗的知心好友，對魔法少女的熱愛已經到了可稱異常的地步。
田谷
柳仙斗的同班同學，身材高大，被稱為籃球隊的未來中鋒，和胡木同樣是補考常客。對魔法少女抱持十分狂熱的態度，經常與胡木一起參加有關魔法少女的各式活動，兩個人的脫序行為只有柳仙斗有能力鎮壓。經常坐在柳仙斗的課桌上。

### 『Delaration of Red』紅色宣言
由田谷與胡木創辦的紅歌後援會，造柳仙斗的約翰攻擊(第八卷)毀滅。
團歌：
忠貞 勇敢 堅強 威武
我們是遠征的前鋒 在魔法少女的劍下燃燒熱情
炙熱的靈魂所向無敵 Hail holy queen
剛直 忠誠 威猛 不屈
革命道路由我開啟 在魔法少女的旗下披荊斬棘
讚美吾主 賜我奇蹟 Hail holy queen
討伐眼前的罪惡 戰士啊 奮起吧
傳說開始轉動 跟隨魔法少女直到生命凋零
Hail holy queen Hail holy queen

### 裡側
與正常社會完全不同的世界，魔法師等超現實的東西皆存在，以蜘蛛人來說，緊身衣比吐絲的特殊能力引人注目。
在西方的異能集團是清楚的劃分成教廷和魔法師協會兩個陣營，東方則是多個集團並存的混亂局面。

#### 十諱無銘
東方大陸系裡側中勢力最龐大的十個家系，因權力者忌諱蓄意從歷史紀錄抹去，僅能於口耳相傳得知他們存在，故稱為「十諱無銘」，是連教廷也不敢隨便招惹的強悍角色。
十家分別為九魏、黃泉、巫命、王邪、星麗、匠空、真武、紅奇、鳳凰塚和龍眠樓。

#### 九魏
十諱無銘之一，裡側知名的殺戮名門，以太極圖作為藍本，衍生中心的「魁」本家與「兩儀之左」四家(魑魅魍魎)、「兩儀之右」四家（魖鬾魃魈）。為了追求「道」，發展出以死亡體現真理的門派，將殺戮視為理所當然，並以與強者對戰、進而殺死對方的方式當作娛樂與修練。
魏刀魅
九魏「兩儀之左」的魅家首領，以「斷命刀」稱號聞名於裡側。年紀未滿二十，理想對象為二十歲以下的男性，曾言「二十歲以上的男人應該要全部被殺蟲劑噴死」。為了與「梁」之繼承人張青雲廝殺而來到伊甸市，於兩人決鬥途中遇上黑之機關襲擊，對前來戰鬥的黑詠一見鍾情，從此長駐伊甸市，以找到黑詠為目標。被阿布依評斷「硬體算是可以，軟體方面根本是不良品」。經常戲弄柳仙斗，並宣稱柳仙斗是「我的玩具」，實際上對柳仙斗十分照顧，也頗中意柳仙斗。曾窺探柳仙斗的「道」，發現柳仙斗與自己擁有著相同的死之道。但在柳仙斗最後用「道」換取了一次成為Atziluth的機會，打倒黑之機關女王後回復成普通人之後，她發現他的「道」消失後，便對柳仙斗失去興趣，並說出「嗚哇！小弟，你變成無聊的人了！」這種失禮的話。
絕技是斷鋼斬鐵的超高速手刀，對上高科技武器也無法對付的怪人軍團也絲毫不遜色，足見其可怕的實力。

魏魑琴
九魏「兩儀之左」的魑家首領，魏刀魅的阿姨，是九魏裡最好戰的人物，所到之處寸草不生，故有「荒土之厄」的稱號，魏刀魅則稱呼「魑婆」。並未在小說中正式露面，只於第五集跟第十集中與魏刀魅在電話中交談，並且希望張青雲能和魏刀魅結婚，還有派人去找回來的想法。
魏魍理
魏魎音

#### 圓桌神諭
在裡側中被視為異端的存在，具有龐大的財力與權力，被裡側之人稱作「狂信者」，關於此集團的情況尚未明朗。柳仙斗自阿布依口中得知，神方集團相當於圓桌神諭在表面世界的代表，空想伊甸計畫和其思想活動有著極為密切的關聯。
第六集裡提及圓桌神諭的起源為基督教中的異端教派，隨著時代變遷而逐漸扭曲其原意，轉而信仰「造神」。為了達成目標，圓桌神諭內部成員極力掠奪財富與權力，從神方集團足以影響世界經濟命脈的勢力便能窺見一斑。

#### 孔雀
阿布依
稱號「因陀羅」，16歲的印度籍少年，以遊學名義長駐在伊甸市，實為暗殺諜報組織「孔雀」中地位極高的人物，為了探察出伊甸市內部所含的大秘密而追尋魔法戰騎來此，在第七集中部下全被白韻所殺，目前只剩他一人存活。
易容技巧極高，曾化為一名年輕女孩，讓張青雲差點被魏刀魅誤會。

#### 教廷
在裡側中最難被忽視的勢力，其麾下的隱藏力量足以令所有裡側住民為之膽寒，就連同為裡側最大勢力之一的圓桌神諭也十分忌諱，只能偷偷的在伊甸市進行空想力實驗。
聖柩
教廷最黑暗的一面，狂信者集團，怪物的聚集地，特別是其中被冠以「徒使」稱號的審判庭特殊滅魔裁判官，更是足以匹敵軍團以上的存在，目前唯一有在劇情中登場的是第四徒使「不死的約翰」（原為鳳凰塚的一員）。另書中有提及「天之盾彼得」、「吞食者馬太」和「腓力」（但並無提及腓力的稱號）。

#### 虛數寶典
只在網路世界中出現，曾潛入神方集團的電腦。

### 黑之機關
忽然出現於伊甸市的怪人集團，為了不明目的而四處進行破壞，最低階的怪人就具有異於常人的怪力，槍枝對他們也無效，在魔法戰騎出現前無人能制止他們。

#### 王
黑之機關唯一的領導者，外貌為年約十歲左右的女孩，不知為何非常喜歡以「魔法戰騎」為主角的動畫，對於購物台的商品十分感興趣，幾乎是見一個買一個的程度。
在第七集中陷入沉睡，於第九集甦醒並以七首領的能力先後擊敗紅歌和黑詠，在尾聲時與綠音對上。

#### 七首領
（首領名為七大墮天使的名字倒過來拼）
雷依勒布(Leileb)——比列(Beliel)
自稱「第一者」，為第一個出現的七首領，在紅歌和黑詠的合作下被消滅。
武器為「劍」
莉爾瑪絲(Leamas)——蕯麥爾(Samael)
黑之機關的「告死者」，第二個出現的七首領，在紅歌和黑詠的聯手之下被打敗。
於瀕死時說出黑之機關的存在，為免洩露更多秘密，遭普布茲利巴殺死。
武器為「鞭」
普布茲利巴(Bubuzleeb)——別西卜(Beelzubub)
黑之機關的「幽暗者」，具有十分冷靜及冷酷的性格，不管何時何地都戴著面具，負責管理「黑之機關」基地所有事宜，類似於「王」的管家。在第八集中被綠音揭露他就是使鏡中伊甸異變的BUG(?)。為鏡之伊甸的運作中樞，思想為喬治．羅夏德
安密特森(Ametsam)——莫斯提馬(Mastema)
黑之機關的「譴責者」，外型有如視覺系藝人的七首領之一，極度自戀，自稱為「美的極致追求者」，喜愛使用軟體動物型的空想力怪獸，為怪獸取名為「波奇一號」、「波奇二號」。此怪獸曾造成紅歌特殊(?)的心理創傷。在第八集中被黑詠殲滅。
空想武器是薔薇花瓣，能夠讓空想力的形態強制變化
利薩茲亞(Lezaza)——阿撒茲勒(Azazel)
黑之機關的「看守者」，武器為長槍，矯勇善戰。外貌為男童。
個性非常認真，黑之機關的大小事，從擬定作戰計劃至對怪人精神訓話幾乎都是由他包辦，對其他不負責任的同伴曾有怨言，甚至在第五集既使到了低潮期，在被黑之機關的女王勉勵後恢復。在第八集中被普布茲利巴(?)殲滅。
諾達巴(Nodaba)——亞巴頓(Abadon)
黑之機關的「無限者」，武器為斧頭，外表為壯漢。
在第七集中被黑詠的D.M.S模式(閃夜皇帝)殲滅。
麗菲克露(Reficul)——路西法(Lucifer)
黑之機關的「拂曉者」，「鏡中伊甸」為了對應紅歌的優秀近戰能力而創造出的七首領之一，武器為實體長劍，與其他七首領以空想力創造武器的方式不同。
外表為金色長髮的成熟女性。對於自己的貧乳十分在意，曾為此使用王從購物台買回來的健身器材(號稱具有豐胸效果)，被伊芙稱為「平胸克露」。
在第八集中被紅歌殲滅。

### 鏡中伊甸
為了完成「空想伊甸計畫」而埋藏於伊甸市地底的人工智能電腦，在第一集結尾脫離控制，創造出「王」以及七首領，因搭載空想力轉換器而無需電力供應。
在脫離控制的最後一刻前「空想伊甸計畫」的工作人員探測到的目標是「完成空想伊甸計畫」。
第九集得知鏡中伊甸是以喬治‧羅夏德的腦髓為人工智能核心的生體電腦。

### 其他角色
張青雲
柳仙斗的鄰居，經營一間叫《十殿閻羅》的餐廳，曾在柳仙斗幼時教導他功夫，實際身份為裡側「梁」之繼承人「生之道」的雲中青龍。其擅長料理是近乎生化武器等級的辛辣料理，曾誤嘗的韓璃妃和魏刀魅在事後回想起都出現心理創傷的跡象，少數例外是倫博士和阿布伊，他們很愛吃。其後，跳海離開伊甸市，跳海前被魏刀魅告白(？)。
料理的師父之稱號為「中華料理的阿奴比斯」,據其所說要十年才能達到像他一樣的境界,超越他後可使用「拉格那洛克(諸神黃昏)」的稱號。

### 空想英雄
負責擊敗怪人的戰士，也是空想計劃的一部分，原型來自於中國的四季之歌，也就是春綠、夏紅、秋黑，冬白。
戰慄之黑─黑詠
銀髮藍眼的少年，總是以一身厚重繁複的黑衣出場，持有金屬十字架與攻擊用槍，為遠距離攻擊能手。以紳士般的態度與俊美長相得到無數年輕少女擁戴。羨幕紅歌有機會更換戰鬥服裝。空想武裝為「森羅萬象」，戰鬥技巧為「幻想御槍術」。
破滅之紅─紅歌
紅髮藍眼的少女，持有長刀，以近距離攻擊為戰鬥方式。容貌可愛、身材豐滿，經常因倫博士擅自更改「開天闢地」內建的戰鬥服裝而感到羞憤，卻因此吸引了廣大男性的支持。空想武裝為「開天闢地」，戰鬥技巧為「神夢操劍術」。
恐懼之綠─綠音
詳見「空想武裝DW-03『混沌狂想』」
寂靜之白─白韻
雛型為神方集團軍火部門為對付裡側而秘密開發的特殊戰鬥對應用機動傀儡，外表做成金髮藍眼、猶如洋娃娃的小女孩，目的在於降低敵人警戒心以趁其不備。被空想力理論建構者之一的馬歇爾博士改造為泛用型空想武裝DW-03「混沌狂想」，變身後為空想英雄魔法師「寂靜之白」白韻。為遠距離型機動傀儡，和綠音合作能發揮6倍的力量。其實為生化電腦，綠音的雙胞胎妹妹。

### 空想武裝
利用高科技與空想力理論造就的武器，搭載人工智能，將四周的空想力轉換為戰鬥時的能量。在空想力的支援下，空想武裝能從精密儀器組裝的鐵塊化為削鐵如泥的可怕武器。同時裝配通訊器，能和指揮中心通話(不過在戰鬥時內設電腦要全力為空想力轉換成能量的運算,所以不能通話)。

#### DW-01「森羅萬象」
遠距離戰專用空想武裝，外型為龐大的金屬十字架，可防禦攻擊，內部配有近戰雙槍，步槍與遠距離狙擊槍。
在第六集黃昏之戰中近乎全毀，第七集修復後變得比較小、拿掉狙擊槍、步槍也改為直接從十字架轉換，改良了子彈有限的缺點，可無限射擊。
人工智慧亞當
楚倫設計，言詞簡潔、性格一板一眼（程式中沒幽默感之類的性格程序）。有時會在黑詠感到困惑時給予中肯的建言，是黑詠可靠的夥伴。

#### DW-02「開天闢地」
近距離戰專用空想武裝，外型為金屬長刀，是必須衝進敵陣斬殺的近距型武器。
人工智慧莉莉絲
喬治．羅夏德設計，自稱「魔法長刀美少女精靈」，與亞當是截然不同的吵鬧性格。由於一拔出刀就會發出各式各樣糟糕的的美少女戰士宣言，常被柳仙斗說「妳這把爛刀」。

#### DW-03「混沌狂想」
泛用型空想武裝，原設計中為了追求同時使用遠距離及近距離攻撃，所以是三個空想武裝中最晚完成的。啟動空想武裝前外型為金髮藍眼，啟動後為綠髮紅眼的小女孩，實際上是戰鬥用機器人(原始素體為特殊戰鬥對應用機動傀儡試作一型，代號SBMD-E01)，內藏多種武器，如飛拳、光束武器、超振動刀(能割開坦克裝甲)、電擊器、液態氮。搭載微型空想力轉換器，只要待在伊甸市內，便是名副其實的永動機，若只論攻擊力則是空想武裝中最強的。代表魔法師身分的魔杖是大賣場的塑膠玩具（99元含稅），雖然自稱魔法師，但戰鬥時主要都是以強力的拳頭擊倒怪人，每次在最強攻擊後就會因空想力不足而退場，被倫博士批評「跟速食麵沒兩樣的不良家電」但這似乎只是偽裝，在第八集尾聲超過十分鐘的限制時間仍能活動，並揭露普布茲利巴為鏡中伊甸BUG的真相。
第九集由馬歇爾揭開黃色雨衣的真面目後得知DW-03被馬歇爾一分為二，其一為綠音，其二就是將伊甸市的孔雀成員屠盡的雨衣怪客─外貌與綠音相同，全身雪白的寂靜之白白韻，兩者聯手的戰力是綠音的六倍，且無時間限制。
人工智慧伊芙
葛瑞絲·馬歇爾設計，其餘見主角介紹。

#### 約翰外傳
不死的約翰
姬兒.奧克塔夫.海爾達姆.尼奧德雷(簡稱JONH 約翰)
約翰.瓦爾修茲
約翰.貝希姆
約翰(靈獸)
約翰.哈斯

## 空想力理論
空想力是靈長類特有的力量，由大腦發出，只有在伊甸市才能產生作用，必須在有複數個體的情況下才會對周遭產生影響。一般人如果接觸過多的空想力會引發「空想力惡性中毒」身體不適、頭痛、嚴重的甚至昏迷。神方集團建設伊甸市的其中一個目的，就是研究空想力的應用方式。

## 單行本
- 魔法戰騎浪漫譚01 2008年8月18日出版 ISBN 978-986-6688-18-8
- 魔法戰騎浪漫譚02 2008年10月30日出版 ISBN 978-986-6688-24-9
- 魔法戰騎浪漫譚03 2009年1月20日出版 ISBN 978-986-6688-44-7
- 魔法戰騎浪漫譚04 2009年4月7日出版 ISBN 978-986-6688-51-5
- 魔法戰騎浪漫譚05 2009年7月16日出版 ISBN 978-986-6688-57-7
- 魔法戰騎浪漫譚06 2009年10月20日出版 ISBN 978-986-6688-70-6
- 魔法戰騎浪漫譚07 2010年1月22日出版 ISBN 978-986-6688-83-6
- 魔法戰騎浪漫譚08 2010年4月28日出版 ISBN 978-986-6688-94-2　　附漫畫版第1集
- 魔法戰騎浪漫譚09 2011年6月7日出版 ISBN 978-986-6219-49-8　　附漫畫版第2集
- 魔法戰騎浪漫譚10 2011年12月20日出版 ISBN 978-986-6219-78-8

外傳
- 魔法戰騎浪漫譚 約翰外傳 上 2010年8月24日出版 ISBN 978-986-6219-08-5
- 魔法戰騎浪漫譚 約翰外傳 下 2011年1月25日出版 ISBN 978-986-6219-36-8

## 外部連結
- 天罪異想 （页面存档备份，存于） 作者天罪網誌
- 十字天翼 （页面存档备份，存于） 繪者夜風網誌
- SALAH.D創作世界 （页面存档备份，存于） 漫畫版作者SALAH.D網誌